# C语言语法
C语言语法由国际标准化组织所制定。

## 复合语句
C语言中的复合语句（或称语句块）的格式为：
```
{

    
語句
;

    
語句
;

    
/* ... */

}

```

复合语句可以使得几个语句从文法上变成一个语句。
有时必须使用复合语句，否则会产生错误。例如，在运用循环语句的时候，如果循环体（即循环中执行部分）包含多个语句（以分号隔开），则必须使用花括号将他们合并成一个复合语句。如果不这么做，系统仅把第一个分号前的内容看做循环体。
需要注意的是，部分C编译器并不支持在任意位置使用复合语句。

## 條件語句
C語言有两種條件語句形式，分别是if和switch。
If 的格式如下：
```
if
 
(
運算式
)
 
// 如果

    
語句
;
 

// 有時還會有 else：

else
      
// 否則

    
語句
;

```

運算式的值非零表示條件為真；如果條件为假，程式將跳過if处的語句，直接執行if後面的語句。但是如果if後面有else，則當條件为假時，程式跳到else處執行。if和else後面的語句可以是另個if語句，這種套疊式的結構，允許更複雜的邏輯控制流程得以實現。在一般情況下，else一定與最接近的if成對，因此常用括弧{}越過此限制。比較下面兩種情況：
```
if
 
(
邏輯表達
)

    
if
 
(
邏輯表達式
)

        
語句
;
 

    
else

        
語句
;

```

下面是if的另一种格式if……else if……else……
```
if
 
(
逻辑表达式
)

    
语句
;

else
 
if
 
(
逻辑表达式
)
  
//在下面可以加入多个“else if()”语句

    
语句
;

else

    
语句
;

```

```
if
 
(
邏輯表達式甲
)
 
{

    
if
 
(
邏輯表達式乙
)

        
語句
;

}

else
 

    
語句
;

```

要注意这里的缩进和换行只用于方便阅读。编译器并不会根据缩进层级猜测 if 和 else 的对应关系。
switch通常用於對幾種有明確值的條件進行控制。它要求的條件值通常是整數或字元。與switch搭配的條件轉移是case。使用case後面的標值，控制程式將跳到滿足條件的case處一直往下執行，直到語句結束或遇到break。通常可以使用default把其他例外的情況包含進去。如果switch語句中的條件不成立，控制程式將跳到default處執行；如果省略default子句，則直接執行下一語句。switch是可以嵌套的。
```
switch
 
(
值
)
 
{

  
case
 
甲
:

  
case
 
乙
:

    
語句段1
;
 
// 甲乙都會執行

    
// 更多語句…

    
break
;
  
// 跳轉到 switch 末尾處

  
case
 
丙
:

    
語句段2
;

    
break
;
 

  
default
:
  
// 無論如何都會匹配

    
語句段3
;

}

```

簡單的條件判斷也可用?:
```
運算式
?
值1
:
值2
;

如
:

   
a
=
b
>
c
?
b
:
c
 
// 如果變數"b"的值大於變數"c" 把變數"b"的值賦予變數"a"

```

## 循環語句
C語言有三種形式的循環語句：
```
do
 

    
語句

while
(
判斷式
);

```

和:
```
while
(
判斷式
)
 

    
語句
;

```

和:
```
for
(
起始化
;
判斷式
;
運算式
)

    
語句
;

```

在while和for中，語句將執行到表達式的值為零時结束。在do...while語句中，循環將至少被執行一次。這三種循環結構可以互相轉化：
```
for
(
起始化
;
判斷式
;
運算式
)

    
語句
;

```

如果語句中不使用continue語句的話，相當於
```
起始化
;

while
 
(
判斷式
)
 
{

    
語句
;

    
運算式
;

}

```

當循環條件一直為真時，將產生無窮迴圈。

## 跳轉語句
跳轉語句包括四種：goto，continue，break和return。
```
goto
 
標記
;

```

goto語句是無條件轉移語句，且標記必須在當前函數中定義，使用“標記:”的格式定義。程式將跳到標記處繼續執行。由於goto（特别是向回 goto 和长距离的 goto）容易產生閱讀上的困難，所以对新手應該儘量少用。GCC 编译器拓展支持对指针 goto和宏内 goto，一定程度上增强了 goto 的可读性。

continue語句用在迴圈語句中，作用是結束當前一輪的迴圈，馬上開始下一輪迴圈。
break語句用在迴圈語句或switch中，作用是結束當前迴圈，跳到循環體外繼續執行。但是使用break只能跳出一層迴圈。在要跳出多重迴圈時，可以使用goto使得程式更為簡潔。
當一個函數執行結束後要返回一個值時，使用return。return可以跟一個運算式或變數。如果return後面沒有值，將執行不返回值。

## 在C語言中的运算符号
见C和C++运算符。

## 数据类型
见数据类型 (C语言)。

## 数组
如果一個變數名後面跟著一個有數字的中括弧，這個聲明就是陣列聲明。字串也是一種陣列，它們以ASCII的NUL作為陣列的結束。要特別注意的是，方括內的索引值是從0算起的。
例如：
```
int
 
myvector
 
[
100
]
；
/* 從myvector[0]至[99]共100個元素 */

char
 
mystring
 
[
80
]
；

// 声明时初始化

float
 
mymatrix
 
[
3
]
 
[
2
]
 
=
 
{
2.0
 
,
 
10.0
,
 
20.0
,
 
123.0
,
 
1.0
,
 
1.0
};

int
 
notfull
 
[
3
][
3
]
 
=
 
{{
1
},{
1
,
2
,
3
},{
4
,
5
}};

// 数组套数组

char
 
lexicon
 
[
10000
]
 
[
300
]
；
/* 共一萬個最大長度為300的字元陣列。*/

int
 
a
[
3
][
4
]
；

```

上面最後一個例子創建了一個陣列，但也可以把它看成是一個多維陣列。注意陣列的下標從0開始。這個陣列的結構如下：
| a[0][0] | a[0][1] | a[0][2] | a[0][3] |
| a[1][0] | a[1][1] | a[1][2] | a[1][3] |
| a[2][0] | a[2][1] | a[2][2] | a[2][3] |

例子中notfull創建了一個3*3的二維陣列，初始化時有些元素並未賦值。如下：
```
1  ?  ?
1  2  3
4  5  ?
```

根据C标准的规定，在存在初始化列表时，如果初始化列表中未提供对所有元素的初始化，则剩余元素会被默认初始化，并使用与静态变量相同的初始化规则。

### 指针
如果一个变量声明时在前面使用 * 号，表明这是个指针型变量。换句话说，该变量存储一个地址，而 *（此处特指单目运算符 *，下同。C语言中另有双目运算符 * 表示乘） 则是取内容操作符，意思是取这个内存地址里存储的内容。把这两点结合在一起，可将 int *a;看作是 “*a 解得的内容类型为 int”，对更复杂的声明也如此。指针是 C 语言区别于其他同时代高级语言的主要特征之一。
指针不仅可以是变量的地址，还可以是数组、数组元素、函数的地址。通过指针作为形式参数可以在函数的调用过程得到一个以上的返回值（不同于return z这样的仅能得到一个返回值。
指针是一把双刃剑，许多操作可以通过指针自然的表达，但是不正确的或者过分的使用指针又会给程序带来大量潜在的错误。
例如：
```
int
 
*
pi
;
     
// 指向整型数据的指针 pi

int
 
*
 
api
[
3
];
// 由指向整型数据的指针构成的数组，长度为 3

char
 
**
 
argv
;
// 指向一个字符指针的指针

struct
 
{
 
int
 
member
;
 
}
 
stinst
,

  
*
 
pst
 
=
 
&
 
stinst
;

// pst是一个指向一个匿名结构体的指针

```

储存在指针中的地址所指向的数值在程序中可以由 * 读取。例如，在第一个例子中， *pi 是一个整型数据。这叫做引用一个指针。
另一个运算符 &，叫做取地址运算符，它将返回一个变量、数组或函数的存储地址。因此，下面的例子：
```
int
 
i
,
 
*
pi
;
 
/* int and pointer to int */

pi
 
=
 
&
i
;

```

i 和 *pi 在程序中可以相互替换使用，直到 pi 被改变成指向另一个变量的地址。
当指针指向结构体时，可以使用运算符 -> 代替 *和. 的作用，如 (*p).m 与 p->m 等效。

### 字符串
C语言的字符串其实就是char型数组，所以使用字符串並不需要引用庫。然而C標準庫確實包含了用於對字符串進行操作的函數，使得它們看起來就像字符串而不是陣列。使用這些函數需要引用標頭檔string.h。

## 文件輸入／輸出
在C語言中，輸入和輸出是經由標準函式庫中的一組函數來實現的。在ANSI/ISO C中，這些函數被定義在標頭檔stdio.h中。

### 標準輸入/輸出
有三個標準輸入/輸出是标准I/O库預先定義的：
- stdin：標準輸入
- stdout：標準輸出
- stderr：标准错误输出

下面的這個例子顯示了一個過濾程式（filter program）是怎樣構成的。
```
#include
 
<stdio.h>

int
 
main
(
int
 
argc
,
 
const
 
char
 
*
 
argv
[])

{

    
char
 
c
;

    
while
 
((
c
=
getchar
())
!=
EOF
)

        
putchar
(
c
);

    
perror
(
"getchar() got EOF"
);

    
return
 
-1
;

}

```

## 函数
C语言的基本结构单位是函数，就像是Fortran中的子程序和函数。C语言的一个函数由返回值、函数名、参数列表和函数体组成。函数体的语法和其它的复合的语句部分是一样的。C函数可以是库中自带的函数，也可以是用户定义的函数，且不允许函数嵌套定义。
在一个C语言编写的程序开始运行时，系统首先调用 main函数（主函数），从此处开始执行。通过函数的嵌套调用，再调用其他函数。函数通常会返回一个值给调用程序的壳层，表明程序是否成功运行。

## 保留关键字
以下是ANSI/ISO C标准中定义的C语言的保留关键字：
| char     | short    | int     | unsigned |
| long     | float    | double  | struct   |
| union    | void     | enum    | signed   |
| const    | volatile | typedef | auto     |
| register | static   | extern  | break    |
| case     | continue | default | do       |
| else     | for      | goto    | if       |
| return   | switch   | while   | sizeof   |

C99标准新增了以下关键字：
| _Bool | _Complex | _Imaginary | inline | restrict |

C11标准新增了以下关键字：
| _Alignas       | _Alignof      | _Atomic | _Generic | _Noreturn |
| _Static_assert | _Thread_local |         |          |           |